# Winston Reid
Winston Wiremu Reid, född den 3 juli 1988, är en nyzeeländsk och dansk fotbollsspelare. Han har tidigare spelat för bland annat FC Midtjylland och West Ham United. Han spelade för Nya Zeelands landslag.

## Klubbkarriär
Reid flyttade från Nya Zeeland till Danmark när han var 10 år och blev ungdomsspelare i FC Midtjylland där han debuterade i A-laget 2005. Några säsonger senare blev han ordinarie i Midtjyllands försvar. Den 5 augusti 2010 skrev han på ett treårskontrakt med den engelska Premier League-klubben West Ham United. I februari 2020 lånades Reid ut till amerikanska Sporting Kansas City. Den 1 februari 2021 lånades han ut till Brentford på ett låneavtal över resten av säsongen 2020/2021.

## Landslagskarriär
Reid är född i Nya Zeeland, men eftersom han flyttade till Danmark när han var så ung fick han sitt danska medborgarskap 2006 och han valde då att spela för de danska U19-, U20- och U21-landslagen. Den 11 mars 2010 uttalade sig Reid om att han hade bestämt sig för att han ville representera sitt hemland Nya Zeeland i landslagssammanhang. I maj 2010 blev han uttagen till Nya Zeelands VM-trupp och den 24 maj samma år debuterade han i Nya Zeelands landslag när de mötte Australien i Melbourne.